# Listă de filme sovietice din 1938
- Filme sovietice din: 1937 — 1938 — 1939

Aceasta este o listă de filme produse în Uniunea Sovietică în 1938.
| Titlu                 | Titlu original       | Regizor                                                                  | Distribuție                                        | Gen                       | Note                            |
| --------------------- | -------------------- | ------------------------------------------------------------------------ | -------------------------------------------------- | ------------------------- | ------------------------------- |
| 1938                  |                      |                                                                          |                                                    |                           |                                 |
| Alexandru Nevski      | Александр Невский    | Sergei Eisenstein                                                        |                                                    | Biografic                 |                                 |
| The Bear              | Медведь              | Isidor Annensky                                                          | Olga Androvskaya                                   | Drama                     |                                 |
| Copilăria lui Gorki   | Детство Горького     | Mark Donskoy                                                             | Aleksei Lyarsky                                    | Istoric                   |                                 |
| Doctor Aybolit        | Доктор Айболит       | Vladimir Nemolyayev                                                      | Maksim Shtraukh                                    |                           |                                 |
| Friends               | Друзья               | Lev Arnshtam, Viktor Eisymont                                            | Boris Babochkin                                    | Biografic                 |                                 |
| The Great Citizen     | Великий гражданин    | Fridrikh Ermler                                                          | Nikolay Bogolyubov                                 | Biografic                 |                                 |
| The Great Dawn        | Великое зарево       | Mikheil Chiaureli                                                        |                                                    | Drama, istoric, biografic |                                 |
| If War Comes Tomorrow | Если завтра война... | Lazar Antsi-Polovsky, Georgy Beryozko, Yefim Dzigan, Nikolai Karmazinsky | Inna Fyodorova                                     | Drama                     |                                 |
| Komsomolsk            | Комсомольск          | Sergei Gerasimov                                                         | Pyotr Aleynikov, Sergei Gerasimov                  | Drama                     |                                 |
| The Man with the Gun  | Человек с ружьём     | Sergei Yutkevich                                                         | Maksim Shtraukh                                    | Drama                     |                                 |
| Men of the Sea        | Балтийцы             | Aleksandr Faintsimmer                                                    | P. Gofman, Galina Inyutina, Pyotr Kirillov         | Film de război            |                                 |
| The New Moscow        | Новая Москва         | Aleksandr Medvedkin, Aleksandr Olenin                                    | Daniil Sagal                                       | Comedie                   |                                 |
| Peat-Bog Soldiers     | Болотные солдаты     | Aleksandr Macheret                                                       | Oleg Zhakov                                        | Drama                     |                                 |
| Professor Mamlock     | Профессор Мамлок     | Gerbert Rappaport                                                        | Semyon Mezhinsky                                   | Drama                     |                                 |
| Treasure Island       | Остров сокровищ      | Vladimir Vajnshtok, David Bradley                                        | Osip Abdulov, Mikhail Klimov, Nikolai Cherkasov    | Aventuri                  |                                 |
| Victory               | Победа               | Vsevolod Pudovkin                                                        | Yekaterina Korchagina-Aleksandrovskaya             | Drama                     |                                 |
| Volga-Volga           | Волга-Волга          | Grigori Aleksandrov                                                      | Lyubov Orlova, Igor Ilyinsky                       | Comedie                   | A primit Premiul Stalin în 1941 |
| Wish upon a Pike      | По щучьему веленью   | Aleksandr Rou                                                            | Pyotr Savin, Georgy Millyar, Maria Kravchunovskaya | Fantastiv                 |                                 |
| Zangezur              | Зангезур             | Hamo Beknazarian                                                         | Hrachia Nersisyan, Avet Avetisyan, Hasmik          | Drama, război             | A primit Premiul Stalin în 1941 |